# Strandpflanze

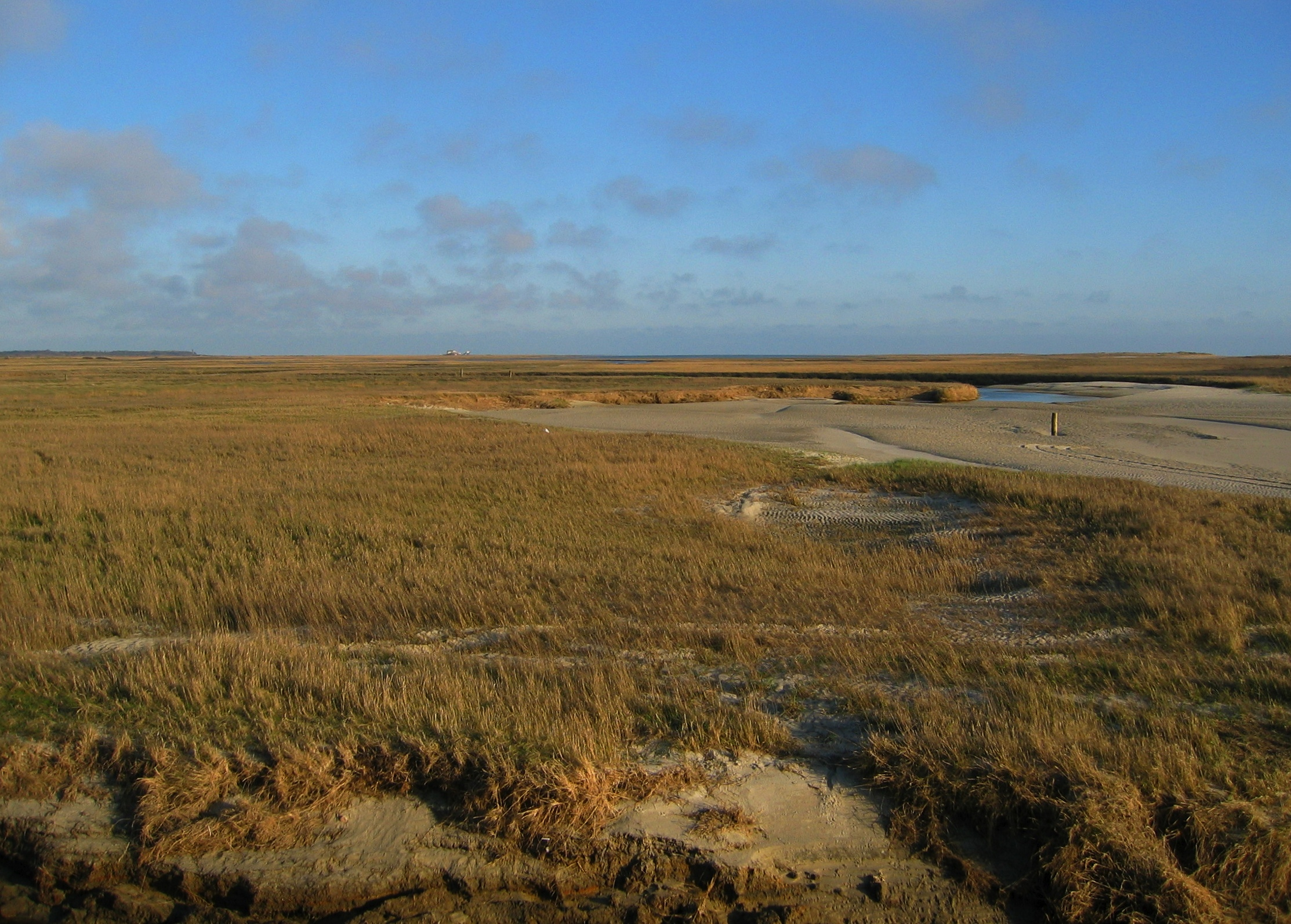
Sandiger Salzwiesenbereich in Sankt Peter-Ording

Strandpflanzen gehören zur natürlichen Küstenvegetation unserer Klimazone und  spielen eine  wichtige Rolle als Pionierpflanzen, für die Küstenbefestigung und die Landgewinnung. Die Vegetation des Strandes und der trockenen Dünen wird unter dem Begriff Xeroserie zusammengefasst. Hier sind auch Pflanzen der angrenzenden Gebiete
aufgeführt, die sich häufig am Strand finden.

## Strandpflanzen der deutschen Nord- und Ostseeküste
- Weißes Straußgras, Agrostis stolonifera
- Allium kochii, Dünensippe vom Weinberg-Lauch, Allium vineale L. s. l.
- Rohr-Fuchsschwanzgras, Alopecurus arundinaceus
- Gemeiner Strandhafer, Ammophila arenaria
- Küsten-Engelwurz, Angelica archangelica subsp. litoralis
- Strand-Wundklee, Anthyllis vulneraria subsp. maritima (Schweigg.) Corb.
- Echter Sellerie, Apium graveolens
- Strand-Grasnelke, Armeria maritima
  - Sand-Grasnelke, A. maritima subsp. elongata
  - Echte Strand-Grasnelke, A. maritima subsp. maritima
- Strand-Beifuß, Artemisia maritima
- Strandaster, Aster tripolium
- Melden, Atriplex
  - Pfeilblättrige Melde, Atriplex calotheca
  - Kahle Melde, Atriplex glabriuscula
  - Strauch-Melde, Atriplex halimus (ob in Mitteleuropa ?)
  - Gelappte Melde, Atriplex laciniata
  - Strand-Melde, Atriplex littoralis
  - Stiel-Melde, Atriplex longipes
  - Spieß-Melde, Atriplex prostrata

- Wilde Rübe oder Wild-Bete Beta vulgaris subsp. maritima
- Zusammengedrückte Quellbinse, Blysmus compressus
- Rote Quellbinse, Blysmus rufus
- Gewöhnliche Strandsimse, Bolboschoenus maritimus
- Dünen-Trespe, Bromus thominei
- Salz-Hasenohr, Bupleurum tenuissimum

- Europäischer Meersenf, Cakile maritima
- Land-Reitgras, Calamagrostis epigejos
- Baltischer Strandhafer, X Calammophila baltica (Flüggé ex Schrad.) Brand
- Zaunwinden, Calystegia
  - Strandwinde, Calystegia soldanella
  - Echte Zaunwinde, Calystegia sepium subsp. baltica (Rothm.)
- Sand-Segge, Carex arenaria
- Entferntährige Segge, Carex distans
- Strand-Segge, Carex extensa
- Strand-Tausendgüldenkraut, Centaurium littorale
- Kleines Tausendgüldenkraut, Centaurium pulchellum
- Viermänniges Hornkraut, Cerastium diffusum
- Klebriges Hornkraut, Cerastium dubium
- Dickblättriger Gänsefuß, Chenopodium chenopodioides
- Graugrüner Gänsefuß, Chenopodium glaucum
- Löffelkräuter, Cochlearia
  - Englisches Löffelkraut, Cochlearia anglica
  - Dänisches Löffelkraut, Cochlearia danica
  - Echtes Löffelkraut Cochlearia officinalis
- Silbergras, Corynephorus canescens
- Echter Meerkohl, Crambe maritima
- Meerfenchel, Crithmum maritimum

- Sumpfbinsen, Eleocharis
  - Zwerg-Sumpfbinse, Eleocharis parvula
  - Armblütige Sumpfbinse, Eleocharis quinqueflora (Hartmann) O. Schwarz,
- Quecken, Elymus
  - Dünen-Quecke, Elymus athericus
  - Binsen-Quecke, Elymus farctus
  - Strand-Kriech-Quecke, Elymus repens subsp. littoreus
- Dünen-Reiherschnabel, Erodium ballii Jord.
- Stranddistel, Eryngium maritimum
- Strand-Wolfsmilch, Euphorbia paralias

- Rot-Schwingel-Gruppe, (Festuca rubra agg.)
  - Salzwiesen-Rot-Schwingel, Festuca salina
  - Dünen-Rot-Schwingel, Festuca arenaria

- Küsten-Färber-Ginster, Genista tinctoria L. subsp. littoralis (Corb.) Rothm.
- Lungen-Enzian, Gentiana pneumonanthe
- Gelber Hornmohn, Glaucium flavum
- Strand-Milchkraut, Glaux maritima

- Keilmelden, Halimione
  - Gestielte Keilmelde, Halimione pedunculata
  - Portulak-Keilmelde, Halimione portulacoides
- Sanddorn, Hippophae rhamnoides
- Salzmiere, Honckenya peploides
- Strandgerste, Hordeum marinum

- Berg-Sandglöckchen, Jasione montana
- Juncus
  - Glieder-Binse, Juncus articulatus (subsp. litoralis)
  - Baltische Binse, Juncus balticus
  - Bodden-Binse, Juncus gerardii
  - Meerstrand-Binse Juncus maritimus Lam.

- Tataren-Lattich, Lactuca tatarica, (Neophyt)
- Strand-Platterbse, Lathyrus japonicus
- Pfefferkraut, Lepidium latifolium
- Strandroggen, Leymus arenarius
- Gewöhnlicher Strandflieder, Limonium vulgare
- Europäischer Strandling, Littorella uniflora
- Spargelerbse, Lotus maritimus
- Salz-Hornklee, Lotus tenuis

- Gezähnter Steinklee, Melilotus dentatus (Waldst. & Kit.) Pers.,
- Kleiner Mäuseschwanz, Myosurus minimus

- Salz-Zahntrost, Odontites litoralis

- Gekrümmter Dünnschwanz, Parapholis strigosa
- Filzige Pestwurz, Petasites spurius
- Wegerich, Plantago
  - Strand-Wegerich, Plantago maritima
  - Krähenfuß-Wegerich, Plantago coronopus
- Gewöhnliche Kreuzblume
  - Polygala vulgaris subsp. collina
- Strand-Knöterich, Polygonum oxyspermum
- Gänsefingerkraut, Potentilla anserina
- Andel, Puccinellia maritima

- Strand-Rettich, Raphanus raphanistrum ssp. maritimus
- Kartoffel-Rose, Rosa rugosa, (Neophyt)
- Dünen-Rose, Rosa spinosissima
- Strand-Ampfer Rumex maritimus
- Meeres-Salde Ruppia maritima L.

- Strand-Mastkraut, Sagina maritima
- Küsten-Niederliegendes Mastkraut, Sagina procumbens var. littoralis Rchb.
- Queller, Salicornia
  - Europäischer Queller, Salicornia europaea agg.
  - Schlickwatt-Queller, Salicornia stricta
- Kriech-Weide, Salix repens (mit drei Unterarten)
- Kali-Salzkraut, Kali turgida (früher Salsola kali)
- Salzbunge, Samolus valerandi
- Salz-Teichbinse, Schoenoplectus tabernaemontani
- Dünen-Jakobs-Greiskraut, Senecio jacobaea subsp. dunensis (Dumort.) Kadereit & P.D. Sell
- Pferdeeppich, Smyrnium olusatrum
- Schlickgräser, Spartina
  - Salz-Schlickgras, Spartina anglica, (Neophyt)
  - Spartina maritima
  - Spartina × townsendii
- Flügelsamige Schuppenmiere, Spergularia media
- Salz-Schuppenmiere, Spergularia salina
- Rauhaarige Dornmelde, Spirobassia hirsuta
- Strandsode, Suaeda maritima

- Knotiger Klettenkerbel, Torilis nodosa
- Klee, Trifolium
  - Erdbeer-Klee Trifolium fragiferum subsp. fragiferum
  - Küsten-Wiesen-Klee, Trifolium pratense subsp. maritimum
  - Weißklee Trifolium repens subsp. pratense var. maritimum
- Strand-Dreizack, Triglochin maritimum
- Sumpf-Dreizack, Triglochin palustris
- Strandkamille, Tripleurospermum
  - Echte Strandkamille, Tripleurospermum maritimum
  - Geruchlose Strandkamille, Tripleurospermum perforatum

- Dünen-Stiefmütterchen, Viola tricolor var. maritima

- Gewöhnliches Seegras, Zostera marina

- Als salzertragende Kulturpflanze ist von etwa 300 n.Ch. Vicia faba var. minor an der Nordseeküste nachgewiesen (Wurten Elisenhof, Eidermündung).

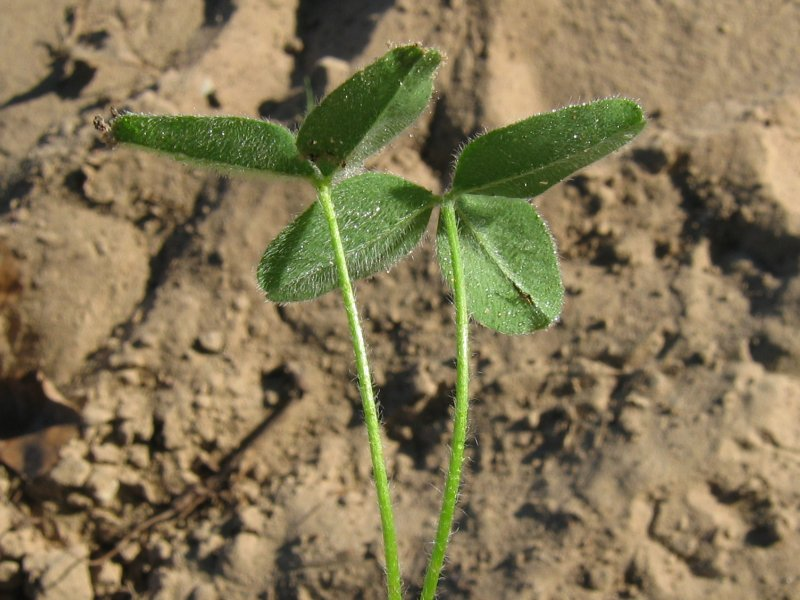
Die Unterart des Weißklees pratense mit der Varietät maritimum kommt nur entlang der Ostsee-Küste vor. Sie ist leicht erkennbar an der starken Behaarung der Stängel und Blätter.